# Il critico
Il critico è un  mediometraggio muto italiano del 1913 diretto e interpretato da Febo Mari.